# Mandarino (colore)
Il mandarino è un colore il cui nome trae origine dal medesimo frutto, creato come sfumatura del colore giallo. Nel mondo del design degli interni, il colore mandarino è usato per dare maggiore risalto a un ambiente domestico.